# Parque Chas
Parque Chas est un des quarante-huit quartiers de Buenos Aires.